# Schönfließer Brücke
Die Schönfließer Brücke in Berlin-Prenzlauer Berg ist eine 1964 errichtete Fußgängerbrücke über die Berliner Ringbahn. Sie steht am Ort einer im Zweiten Weltkrieg zerstörten Straßenbrücke zwischen Sonnenburger und Schönfließer Straße. Benannt wurde die Brücke 1912 nach der Stadt Bad Schönfließ in Westpommern. Der Berliner Senat plant, die bestehende Brücke durch eine breitere Fuß- und Radwegbrücke zu ersetzen.

## Lage
Die Schönfließer Brücke überquert den nördlichsten Punkt der Berliner Ringbahn. Sie verbindet die südlich von ihr gelegene Sonnenburger Straße im Gleimviertel mit der Schönfließer Straße im Nordischen Viertel (Ortsteil Prenzlauer Berg im Bezirk Pankow). Wenige Meter westlich an der Dänenstraße liegt die katholische Kirche St. Augustinus, etwas nördlich der Arnimplatz. Südlich der Brücke befindet sich wenige Schritte entfernt das 1926 errichtete Umspannwerk Humboldt an der Kopenhagener Straße.

## Geschichte

### Straßenbrücke 1912–1944

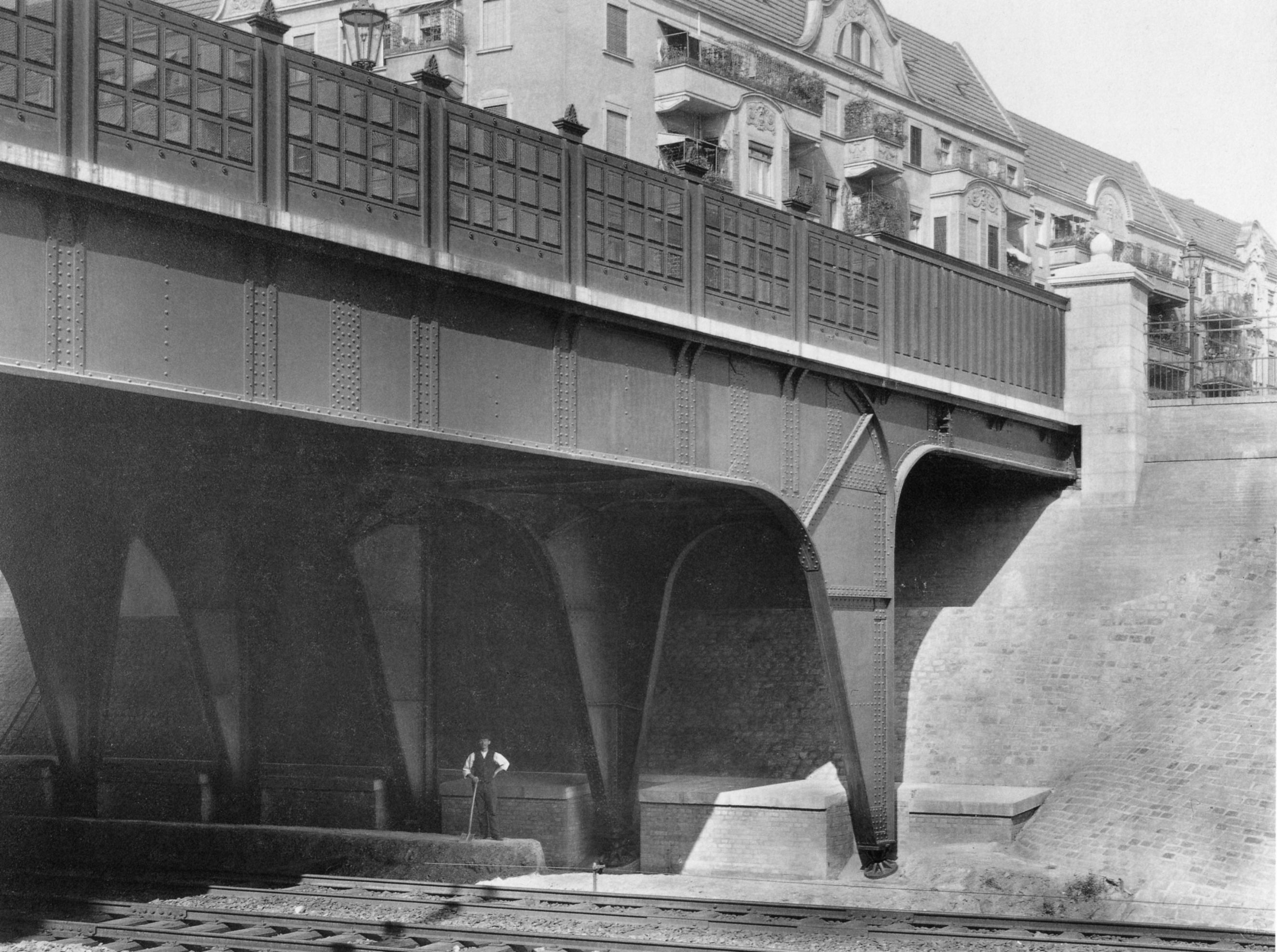
Nördlicher Teil der Brücke, 1913

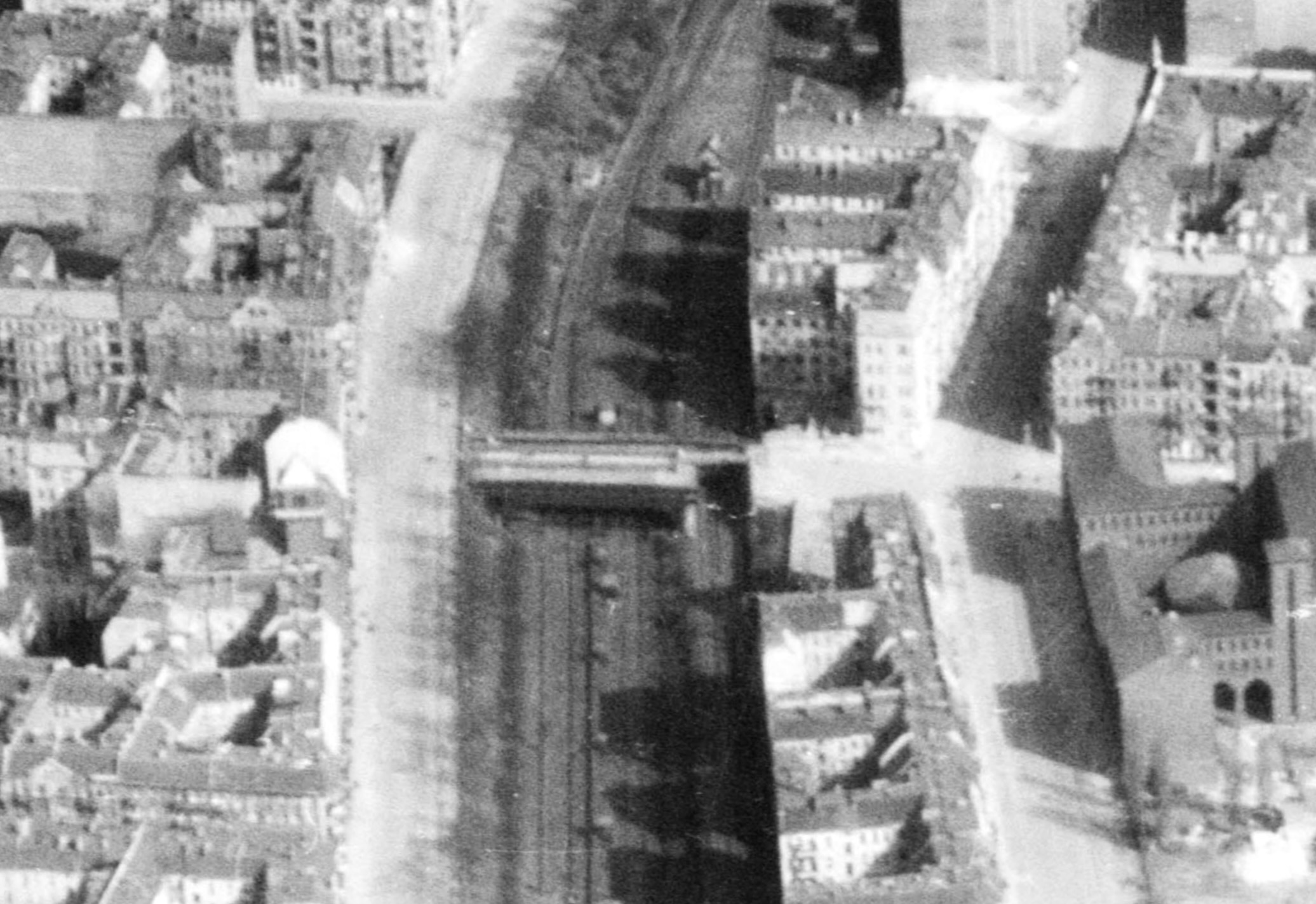
Zerstörte Brücke, 1954

1908 fertigte das Berliner Tiefbauamt unter Stadtbaurat Friedrich Krause Pläne für eine Überquerung der Ringbahn an,
Architekt Alfred Grenander entwarf die Brückengeländer. Verzögert durch fehlende Genehmigungen begannen die Bauarbeiten erst im August 1911, Oberbürgermeister Adolf Wermuth übergab die Brücke schließlich am 28. November 1912 dem Verkehr. Die Baukosten betrugen gut 280.000 Mark, heute entsprechend etwa 1,8 Millionen Euro.
Die dreifeldrige Brücke maß knapp 51 Meter Länge und 25 Meter Breite, mit 15 Meter breiter Fahrbahn und fünf Meter breiten Gehwegen. Das Mittlere Feld oberhalb der Gleise überspannten sieben parallele Träger mit einer Weite von gut 31 Metern, gefertigt aus Stahl der Vereinigten Königs- und Laurahütte. Die verzierten Geländer an den Gehwegen waren mit 1,9 bis 2,1 Metern relativ hoch und mit engmaschig gerastertem Gitterblech versehen. Auf der südlichen Seite schlossen die Geländer direkt an die Hausfassaden der Sonnenburger Straße an.
Am frühen Nachmittag des 27. Juni 1922 ereignete sich an der Schönfließer Brücke der schwerste Eisenbahnunfall in der Geschichte Berlins. Am Tag des Staatsaktes für den ermordeten Außenminister Walther Rathenau waren die Züge der Ringbahn überfüllt, zahlreiche Passagiere fuhren außen an den Waggons auf den Trittbrettern mit. Bei der Begegnung zweier Züge etwa dreißig Meter östlich der Schönfließer Brücke stürzten zahlreiche von ihnen auf die Gleisanlagen. 45 Menschen starben, zahlreiche wurden schwer verletzt.
Am Abend des 30. Januar 1944 wurde die Schönfließer Brücke bei einem britischen Luftangriff durch eine Sprengbombe zerstört. Die Fahrbahn des kleineren, südlichen Brückenfelds stürzte ein, der größere nördliche Brückenteil blieb stehen. Während der Schlacht um Berlin war die Brücke Ort tagelanger Gefechte zwischen der Roten Armee und Soldaten der Schutzstaffel (SS). Am 23. April 1945 setzten deutsche Soldaten das südwestlich angrenzende Wohnhaus in Brand. Über einen provisorischen Steg auf der Südseite blieb die Brücke bis zu ihrem Abriss Mitte der 1960er Jahre für Fußgänger passierbar.

### Seit 1964: Neue Fußgängerbrücke
Von 1961 bis 1964 Jahren wurde wenige Meter östlich der alten Brücke eine neue, kleinere Fußgängerbrücke gebaut. Das zunächst als Provisorium gedachte und auf zwanzig Jahre Lebensdauer ausgelegte Bauwerk wurde 1987 wegen der Elektrifizierung der Fernbahnstrecke zeitgleich höhergelegt und saniert. Seit den 2010er Jahren galt die Brücke erneut als sanierungsbedürftig und als zu schmal für das hohe Fußgänger- und Fahrradaufkommen. Für 2026–2028 plant der Senat einen Neubau der Brücke für knapp 4 Millionen Euro. Vorgesehen ist eine kleinere, etwa sieben Meter breite Brücke für Fuß- und Radverkehr an der Stelle der alten Schönfließer Brücke.